# Xochicuatepec
Xochicuatepec är en ort i Mexiko.   Den ligger i kommunen Chicontepec och delstaten Veracruz, i den sydöstra delen av landet, 200 km nordost om huvudstaden Mexico City. Xochicuatepec ligger 219 meter över havet och antalet invånare är 193.
Terrängen runt Xochicuatepec är kuperad västerut, men österut är den platt. Runt Xochicuatepec är det ganska tätbefolkat, med 65 invånare per kvadratkilometer. Närmaste större samhälle är Chicontepec de Tejada, 19,3 km väster om Xochicuatepec. Omgivningarna runt Xochicuatepec är en mosaik av jordbruksmark och naturlig växtlighet.